# NGC 2384
NGC 2384 is een open sterrenhoop in het sterrenbeeld Grote Hond. Het hemelobject werd op 15 februari 1836 ontdekt door de Britse astronoom John Herschel.

## Synoniemen
- OCL 618
- ESO 559-SC9